# 8 tháng 11
Ngày 8 tháng 11 là ngày thứ 312 (313 trong năm nhuận) trong lịch Gregory. Còn 53 ngày trong năm.

## Sự kiện
- 1278 – Trần Thánh Tông nhường ngôi Hoàng đế triều Trần cho Thái tử Trần Khâm, Trần Thánh Tông trở thành Thái thượng hoàng.
- 1602 – Thư viện Bodleian tại Đại học Oxford mở cửa cho công chúng.
- 1895 – Trong khi làm thí nghiệm về điện, nhà vật lý học người Đức Wilhelm Röntgen phát hiện ra tia X.
- 1923 – Đảo chính nhà hàng bia: Tại München, Adolf Hitler lãnh đạo lực lượng Quốc xã trong một nỗ lực lật đổ chính phủ Đức, song thất bại.
- 1940 – Chiến tranh Hy Lạp–Ý: Cuộc xâm chiếm Hy Lạp của Ý thất bại khi người Ý bị đẩy lui trong Trận Elaia-Kalamas.
- 1942 – Chiến tranh thế giới thứ hai: Chiến dịch Bó đuốc - Các lực lượng Hoa Kỳ và Anh Quốc đổ bộ Bắc Phi thuộc Pháp.
- 1960 – John F. Kennedy đánh bại Richard Nixon trong một cuộc bầu cử tổng thống có kết quả sít sao, trở thành Tổng thống Hoa Kỳ thứ 35.
- 1965 – Chiến tranh Việt Nam: Chiến dịch Hump ở phía bắc Biên Hòa kết thúc với thắng lợi của Liên quân Hoa Kỳ-Úc trước Quân Giải phóng Miền nam.
- 1965 – Lãnh thổ Ấn Độ Dương thuộc Anh được thiết lập, gồm các nhóm đảo Chagos, Aldabra, Farquhar và Des Roches.
- 2006 – Sao Thủy đi qua Mặt Trời lần thứ 2 trong số 14 lần của hiện tượng này vào thế kỷ 21.
- 2013 – Siêu bão Haiyan tiến công khu vực Visayas tại Philippines, khiến hàng nghìn người thiệt mạng.

## Sinh
- 1711 – Mikhail Vasilevich Lomonosov, nhà bác học Nga.
- 1875 – Thu Cẩn, thi sĩ, nhà cách mạng Trung Quốc (mất năm 1907).
- 1900 – Margaret Mitchell, nhà văn Mỹ, tác giả Cuốn theo chiều gió (m. 1949)
- 1927 – Nguyễn Khánh, Quốc trưởng Việt Nam Cộng hòa (m. 2013).
- 1946 – Quỳnh Giao, ca sĩ người Việt Nam (m. 2014).
- 1946 – Guus Hiddink, huấn luyện viên bóng đá Hà Lan
- 1966 – Gordon Ramsay, đầu bếp người Scotland.
- 1988 – SZA, ca sĩ người Mỹ.
- 1998 – Alica Schmidt, nữ vận động viên điền kinh người Đức.
- 2003 – Phu Nhân Louise Windsor, cháu gái của cố Nữ hoàng Elizabeth Đệ Nhị.
- 2000 – Vương Nguyên, thành viên nhóm nhạc TFBOYS, ca sĩ, diễn viên người Trung Quốc.

## Mất
- 1736 – Trương Thị Dung, tôn hiệu Hiếu Vũ Hoàng hậu, cung tần của chúa Nguyễn Phúc Khoát (s. 1712).
- 1910 – Lev Nicolaevitr Tolstoi, đại văn hào người Nga.
- 1970 – Napoleon Hill, tác giả người Mỹ (s. 1883).
- 2011 – Phạm Song, giáo sư, viện sĩ y học, cựu Bộ trưởng Bộ Y tế Việt Nam (s. 1931)